# 310 (číslo)
Tři sta deset je přirozené číslo, které následuje po čísle tři sta devět a předchází číslu tři sta jedenáct. Římskými číslicemi se zapisuje CCCX a řeckými číslicemi τι.

## Matematika
310 je:
- Deficientní číslo
- Šťastné číslo
- Nepříznivé číslo

## Astronomie
- (310) Margarita je planetka hlavního pásu, kterou objevil v roce 1891 Auguste Charlois

## Doprava
- Silnice II/310 je česká silnice II. třídy vedoucí na trase Letohrad – Žamberk – Pěčín – Rokytnice v Orlických horách – Zdobnice – Zákoutí – Deštné v Orlických horách – Olešnice v Orlických horách – Polsko[1][2][3][4][5][6][7]

## Roky
- 310
- 310 př. n. l.